# Placebo Kickers Hamburg
Placebo Kickers Hamburg e. V. ist eine am 26. März 2006 gegründete Non-Profit-Organisation mit Sitz in Hamburg-Altona.

## Geschichte
Die Freizeit-Fußballmannschaft wurde 2006 mit 20 Ärzten in Hamburg-Eppendorf gegründet. Nach Etablierung eines regelmäßigen Spielbetriebs wurde am 8. Mai 2008 gemeinsam mit den „Fatih Akin Allstars“ das erste Kicken mit Herz absolviert und zuletzt jeweils Anfang September regelmäßig im Stadion des SC Victoria Hamburg sowie 2017 einmalig in der Sporthalle Hamburg gespielt. Es folgten nach der Gründung 2006 weiterführende Aktivitäten, die schließlich im Oktober 2010 in einer Eintragung des Vereins in das Hamburger Vereinsregister unter der Nummer 20963 mündeten. Inzwischen hat der Verein über 150 aktive (Spielbetrieb) und passive (Fördermitglieder) Mitglieder und ist ordentliches Mitglied im Hamburger Fußball-Verband (HFV) sowie im Hamburger Sportbund (HSB).

## Ziele und Aufbau
Die Vereinszwecke werden durch die Unterhaltung einer hauptsächlich aus Ärzten sowie medizinischem Personal bestehenden Fußballmannschaft verfolgt, die einen regelmäßigen Trainingsbetrieb unterhält sowie Wettkämpfe und Leistungsprüfungen absolviert, insbesondere im Rahmen von Fußballspielen und -turnieren, durch die Geld für gemeinnützige oder mildtätige Zwecke eingeworben wird. Für die Erfüllung der satzungsmäßigen Zwecke werden Mittel auch durch Beiträge/Umlagen, Spenden, Zuschüsse und sonstige Zuwendungen eingesetzt.
Der Placebo Kickers Hamburg e.V. wird von zahlreichen Prominenten bei seiner ehrenamtlichen Tätigkeit unterstützt. Ehrenmitglieder sind unter anderem Bjarne Mädel, Johannes Oerding, Steffen Hallaschka, Tim Mälzer, Ewald Lienen, Olli Schulz, Peter Lohmeyer, Klaus Thomforde, Fabian Boll und Elton. Inzwischen werden neben zahlreichen lokalen auch nationale und internationale Hilfsprojekte unterstützt, die insgesamt mehr als zwei Millionen Euro an Spendengeldern rekrutieren konnten.

## Aktionen (Auswahl)
Unterstützt wurden neben Kicken mit Herz in den Jahren 2008–2024 die Bolzerei um den Fernsehkoch Tim Mälzer und zahlreiche andere sportliche und gemeinnützige Veranstaltungen wie die Aktion Laut gegen Nazis oder dem clean & more Cup zu Gunsten des Mukoviszidose e.V. Im April 2016 errangen die Placebo Kickers bei einem Street Soccer Turnier den inoffiziellen Titel eines „Hamburg Champion“ und spielten anschließend in einem bundesweiten Finale um eine Spendensumme von 10.000 €. Zuletzt wurde gemeinsam mit Mitgliedern der Band Revolverheld das Event Rackethelden aufgebaut sowie in Partnerschaft mit Viva con Agua Arts die Corona-Hilfsaktion Kunst fürs Klo tatkräftig unterstützt.